# Economia demográfica
A economia demográfica ou economia populacional é a aplicação da economia à demografia, o estudo das populações humanas, incluindo seu tamanho, crescimento, densidade, distribuição e estatísticas vitais. A análise inclui determinantes econômicas e as consequências do casamento e taxa de fecundidade, a família, divórcio, doença e expectativa de vida ao nascer/mortalidade, razão de dependência, migração, crescimento populacional, tamanho da população, políticas públicas, e a transição demográfica da "superpopulação" para a estabilidade (dinâmica) ou declínio.
Outros subcampos incluem a medida do custo de vida e a economia dos idosos, deficientes e de gêneros, raça, minorias e discriminação. No geral e nos subcampos, ela complementa a economia do trabalho e implica uma variedade de outros campos econômicos.